# Abacus (regnemaskine)
 For alternative betydninger, se Abacus. (Se også artikler, som begynder med Abacus)
Abacus betyder (på græsk-latin): Regnebræt, kugleramme eller regnetavle, brugt i regneundervisning og i Orienten som hjælpemiddel ved regning. Tidligere brugtes et bord med tællesten, senere en ramme med kugler, der kan forskydes på vandrette stænger.
I Danmark blev den anvendt indtil ca. 1970.
Den tidligste abacus regnes for at være en sumerisk fra omkring 2700–2300 f.Kr. beregnet til det seksagesimale talsystem.

## Abacus varianter
En abacus findes i flere varianter og de kendes på antallet af ("himmel")kugler/perler over stangadskillelsen – og antallet af ("jord" eller "vand")kugler/perler under. Adskillelsen kan også blot være en farveforskel. Kuglerne kan køre i revner, på snor eller stang.
Abacus varianter – bemærk at f.eks. 2:5 her betyder abacus med 2 himmelkugler – og 5 jordkugler:
- Kinesisk suanpan:
  - Moderne – 1:5 abacus.
  - Tidligere – 2:5 abacus eller 3:5 abacus.
- Romersk – 1:4 abacus + noget specielt.
- Japansk soroban – 1:4 abacus variant fra ca. år 1930.
- Mayaerne og aztekerne nepohualtzintzin – 3:4 abacus til vigesimal-talsystem.
- Russisk schety – 0:10 abacus eller 4:2:4 abacus + noget specielt.